# Watertown (Floryda)
Watertown – jednostka osadnicza w Stanach Zjednoczonych, w stanie Floryda, w hrabstwie Columbia.